# Спилерс, Йорне
Йо́рне Спи́лерс (нидерл. Jorne Spileers; родился 21 января 2005) — бельгийский футболист, защитник клуба «Брюгге».

## Клубная карьера
Выступал за молодёжные команды клубов «Зюлте-Варегем» и «Брюгге». 1 октября 2022 года дебютировал в основном составе «Брюгге» в матче высшего дивизиона чемпионата Бельгии против «Мехелена», выйдя в стартовом составе на позиции центрального защитника. Провёл на поле полный матч, в котором «Брюгге» одержал победу со счётом 3:0.

## Карьера в сборной
Выступал за сборные Бельгии до 15, до 17 и до 19 лет.